# Fernando Campos
Fernando Campos (né le 15 octobre 1921 au Chili et mort le 14 septembre 2004) est un footballeur international chilien.